# Jason Craig
Jason Craig (ur. 14 marca 1985) – amerykański lekkoatleta, sprinter.

## Osiągnięcia
- złoty medal mistrzostw świata juniorów (sztafeta 4 × 400 m, Grosseto 2004) W biegu finałowym amerykańska sztafeta w składzie: Brandon Johnson, LaShawn Merritt, Craig oraz Kerron Clement ustanowiła aktualny rekord świata juniorów – 3:01,09.

## Rekordy życiowe
- bieg na 200 m – 20,90 (2003)
- bieg na 400 m – 46,33 (2005)
- bieg na 200 m (hala) – 21,28 (2005)
- bieg na 400 m (hala) – 47,78 (2005)